# Marcus Allen
Marcus Allen (* 26. März 1960 in San Diego, Kalifornien) ist ein ehemaliger US-amerikanischer American-Football-Spieler auf der Position des Runningbacks. Er ist derzeit Spielanalytiker bei CBS. Als Footballprofi erlief er insgesamt 12.243 Yards, fing 587 Pässe für insgesamt 5.411 Yards Raumgewinn und erzielte 145 Touchdowns. Er war der erste Spieler, der über 10.000 Yards erlief und mehr als 5.000 Yards aus Passfängen erzielte.

## Karriere
Allen begann in der Abraham Lincoln High School in San Diego Football zu spielen, zuerst auf den Positionen des Quarterbacks und Defensive Backs. An der University of Southern California (USC) spielte er von 1978 bis 1981 schließlich als Runningback College Football. Die ersten zwei Saisons war er der Ersatzspieler von Charles White. Im Jahr 1981 lieferte Allen eine der spektakulärsten Saisons der NCAA-Geschichte ab, indem er 2.342 Yards erlief und somit als erster NCAA-Spieler in einer Saison über 2.000 Yards schaffte. Er gewann die Heisman Trophy, den Maxwell Award und den Walter Camp Award. 1982 wurde er als zehnter Spieler in der ersten Runde der NFL Draft von den Los Angeles Raiders ausgewählt. 1985 wurde er aufgrund seiner guten Leistung zum MVP gewählt. Nach einer Knieverletzung, die ihm eine lange Auszeit in der NFL-Saison 1989 bescherte, verließ er die Raiders und spielte von nun an für die Kansas City Chiefs. Dort wurde er zum NFL Comeback Player of the Year gewählt und blieb bis 1997.

## Trivia
Marcus Allen findet Erwähnung in Eminems Song Role Model.